# Hội chứng Lesch-Nyhan
Hội chứng Lesch-Nyhan  là một rối loạn di truyền hiếm gặp do sự thiếu hụt của enzym hypoxanthine-guanine phosphoribosyltransferase (HGPRT), là hậu quả do các đột biến trong một gen nằm trên nhiễm sắc thể X. Bệnh tự ăn thịt mình hay còn gọi là Hội chứng Lesch-Nyhan được mô tả là những hành vi tự cắn, xẻo da thịt trên thân thể. 60 % bệnh nhân Lesch-Nyhan bị buộc phải nhổ toàn bộ răng để ngăn không cho họ tự cắn môi, má trong, lưỡi và một số bộ phận khác của cơ thể.

## Phát hiện
Vào tháng 9/1962, một cậu bé tên là Matthew được mẹ đưa đến bệnh viện Johns Hopkins, Baltimore, Mỹ để khám và đã được phát hiện ra có quá nhiều axit uric - chất gây các bệnh gout ở đàn ông trung niên.
Ngoài biểu hiện đầu tiên và dễ nhận thấy là nước tiểu có màu lạ, có tinh thể thủy tinh, người mắc hội chứng Lesch-Nyhan thường tự làm tổn thương, thậm chí ăn thịt mình như cắn môi, lưỡi và nhai ngón tay. Nhiều bệnh nhân còn tự nhai cả lưỡi mình. Càng lớn, trẻ mắc hội chứng này càng có nhiều hành vi tự gây hại, kể cả việc lôi con ngươi mắt của mình ra hoặc tấn công nó bằng một vật sắc nhọn.
Bệnh nhân Lesch-Nyhan thường có biểu hiện tấn công người mình yêu thương nhất, không làm chủ được hành vi và thậm chí là nói ngược lại với những gì mình muốn nói. Trông họ vẫn bình thường cho tới khi đột nhiên cho tay vào miệng để cắn. Họ vẫn nhận thức được việc mình làm, cảm nhận được nỗi đau, sợ hãi với ý nghĩ ngón tay và môi đang bị ăn và thường kêu gào nhờ sự giúp đỡ. Nhưng dường như tay và miệng không nằm trong sự kiểm soát của họ.

## Lý giải

Nhiều nhà khoa học cho rằng Lesch-Nyhan là căn bệnh ngược lại với Parkinson. Nếu như người mắc bệnh Parkinson thường không thể làm việc mà họ muốn thì trái lại người bị Lesch-Nyhan lại không thể ngăn bản thân làm những việc mà họ không muốn.
Vào những năm 1980, hai nhà khoa học Douglas J. Jolly và Theodore Friedmann, Đại học California đã phát hiện mỗi bệnh nhân Lesch-Nyhan có một đột biến gene riêng, xảy ra ngẫu nhiên ở từng gia đình. Trong phần lớn trường hợp, đột biến này chỉ bao gồm một lỗi nhỏ trong quá trình mã hóa gene.
Gene HPRT được tìm thấy trong nhiễm sắc thể X. Một phụ nữ chỉ mang một đột biến Lesch-Nyhan trên nhiễm sắc thể X thì không bị bệnh. Tuy nhiên, con trai cô có 50% số khả năng bị bệnh và con gái có 50% số khả năng mang gene đột biến.